# Вілмор (Канзас)
Вілмор (англ. Wilmore) — місто (англ. city) в США, в окрузі Команчі штату Канзас. Населення — 37 осіб (2020).

## Географія
Вілмор розташований за координатами 37°20′8″ пн. ш. 99°12′34″ зх. д. / 37.33556° пн. ш. 99.20944° зх. д. (37.335439, -99.209325).  За даними Бюро перепису населення США в 2010 році місто мало площу 0,52 км², уся площа — суходіл. В 2017 році площа становила 0,46 км², уся площа — суходіл.

## Демографія
Згідно з переписом 2010 року, у місті мешкали 53 особи в 27 домогосподарствах у складі 19 родин. Густота населення становила 102 особи/км².  Було 34 помешкання (65/км²).
Расовий склад населення:
| - 100,0 % — білих |

До двох чи більше рас належало 0,0 %. Частка іспаномовних становила 0,0 % від усіх жителів.
За віковим діапазоном населення розподілялося таким чином: 11,3 % — особи молодші 18 років, 73,6 % — особи у віці 18—64 років, 15,1 % — особи у віці 65 років та старші. Медіана віку мешканця становила 54,4 року. На 100 осіб жіночої статі у місті припадало 120,8 чоловіків;  на 100 жінок у віці від 18 років та старших — 135,0 чоловіків також старших 18 років.
Середній дохід на одне домашнє господарство  становив 42 507 доларів США (медіана — 40 625), а середній дохід на одну сім'ю — 51 475 доларів (медіана — 41 667). За межею бідності перебувало 7,7 % осіб, у тому числі 0,0 % дітей у віці до 18 років та 100,0 % осіб у віці 65 років та старших.
Цивільне працевлаштоване населення становило 17 осіб. Основні галузі зайнятості: будівництво — 35,3 %, освіта, охорона здоров'я та соціальна допомога — 29,4 %, транспорт — 17,6 %, публічна адміністрація — 5,9 %.